# Nimiuktuk River
Der Nimiuktuk River ist ein ca. 75 km langer rechter Nebenfluss des Noatak Rivers im Nordwesten des US-Bundesstaats Alaska. 

## Verlauf
Seine Quelle liegt in den De Long Mountains, einem Gebirgszug der Brookskette. Er fließt in südlicher Richtung durch das Noatak National Preserve und mündet östlich der Kingasivik Mountains in den Noatak River, der über den Kotzebue-Sund zur Tschuktschensee, einem Randmeer des Arktischen Ozeans, fließt.

## Name
In The Inupiaq Eskimo Nations of Northwest Alaska wird auch der Name „Ninnuqtuum Kuuna“ verwendet.